# 민중당 (1990년)
민중당(民衆黨)은 1990년 11월 10일부터 1992년 3월까지 존재했던 대한민국의 진보정당이다. 1992년 총선에서 정당 득표율 미달로 인해 해산되었다.

## 연혁
1980년대 후반 재야진영과 운동권에서는 기존의 장외투쟁과 병행함과 동시에 제도 정치권 내부에서 기층민중의 이익을 대변할 수 있는 혁신정당(革新政黨)을 건설하자는 논의가 일기 시작하였다.
1987년 6월 항쟁 이후 제13대 대통령 선거에서 민중후보 독자출마론을 주장하였던 사람들을 중심으로, 제도권 내 합법정당 창당 논의 결과 1989년 11월 20일 이우재, 장기표 등은 민중의 당과 한겨레민주당을 이끌어온 인사들을 주축으로 '진보적 대중정당 건설을 위한 준비모임'을 결성하였다. 이들은 90년 4월 '민주연합추진위원회'에 참가하였으나 선야권통합을 주장하는 이부영 등과 의견대립을 보이다가 결국 1990년 11월 10일 한겨레민주당 계열의 주도하에 독자적으로 민중당을 창당되었다.
상임대표 이우재(李佑宰), 정책위원장 장기표(張基杓), 사무총장 이재오(李在伍)가 선임되었다.
민중당은 상임대표위원 이우재, 정책위원장 장기표, 사무총장 이재오, 교수위원장 오세철 등의 중앙지도부와 전국 51개의 지구당으로 구성되었다. 1992년에는 제14대 국회의원 총선거에서 신군부 정권의 실정(失政)을 비판하고, 노동자와 농민 등 기층민중의 이익을 대변할 것을 약속하며 활발한 선거운동을 벌였다.
1991년 1월 30년 만에 부활된 지방 선거에서 42명의 후보가 출마하여 강원도 정선군에 출마한 성희직 후보 1명이 당선되었고, 1992년 3월 제14대 국회의원 총선거에서 지역구 후보 53명(서울 8명, 부산 4명, 대구 2명, 인천 5명, 광주 4명, 대전 1명, 경기 11명, 강원 4명, 충북 1명, 전북 3명, 전남 1명, 경북 5명, 경남 4명), 전국구 후보 4명(1번 김낙중, 2번 지은희, 3번 김문수, 4번 정태윤)이 출마하여 평균 6.25%의 득표율을 기록하였으나 단 한 명도 당선되지 못하여, 며칠 후 정당법에 의거해 해산되었다.
민중당 해산 이후 당 지도부였던 이재오, 김문수(金文洙), 이우재, 정태윤을 위시한 상당수 세력은 문민정부 출범 이후 보수주의자로 전향하여 민주자유당(民主自由黨)으로 건너갔으며, 현재 미래통합당에 이르고 있다. 민중당의 핵심 중 정책위원장을 지낸 장기표는 2020년 4월 총선에서 미래통합당 소속으로 출마했다. 또한 일부 세력은 민주당으로 흡수되었다.

## 주요 선거 결과

### 국회의원 선거
|  | 0% |

|  | 0% |

### 지방선거
| 연도   | 선거  | 광역단체장 | 광역단체장 | 기초단체장 | 기초단체장 | 광역의원 | 광역의원       | 기초의원 | 기초의원 |
| 연도   | 선거  | 당선       | 당선비율   | 당선       | 당선비율   | 당선     | 당선비율       | 당선     | 당선비율 |
| ------ | ----- | ---------- | ---------- | ---------- | ---------- | -------- | -------------- | -------- | -------- |
| 1991년 | -     |            |            |            |            | 1/866    | \| \| 0.12% \| |          |          |
|        | 0.12% |            |            |            |            |          |                |          |          |

## 같이 보기
- 건설국민승리21
- 청년진보당
- 이재오
- 이우재
- 장기표
- 김문수
- 박종선
- 만정 김휘대